# Evangelische Kirche (Ravolzhausen)

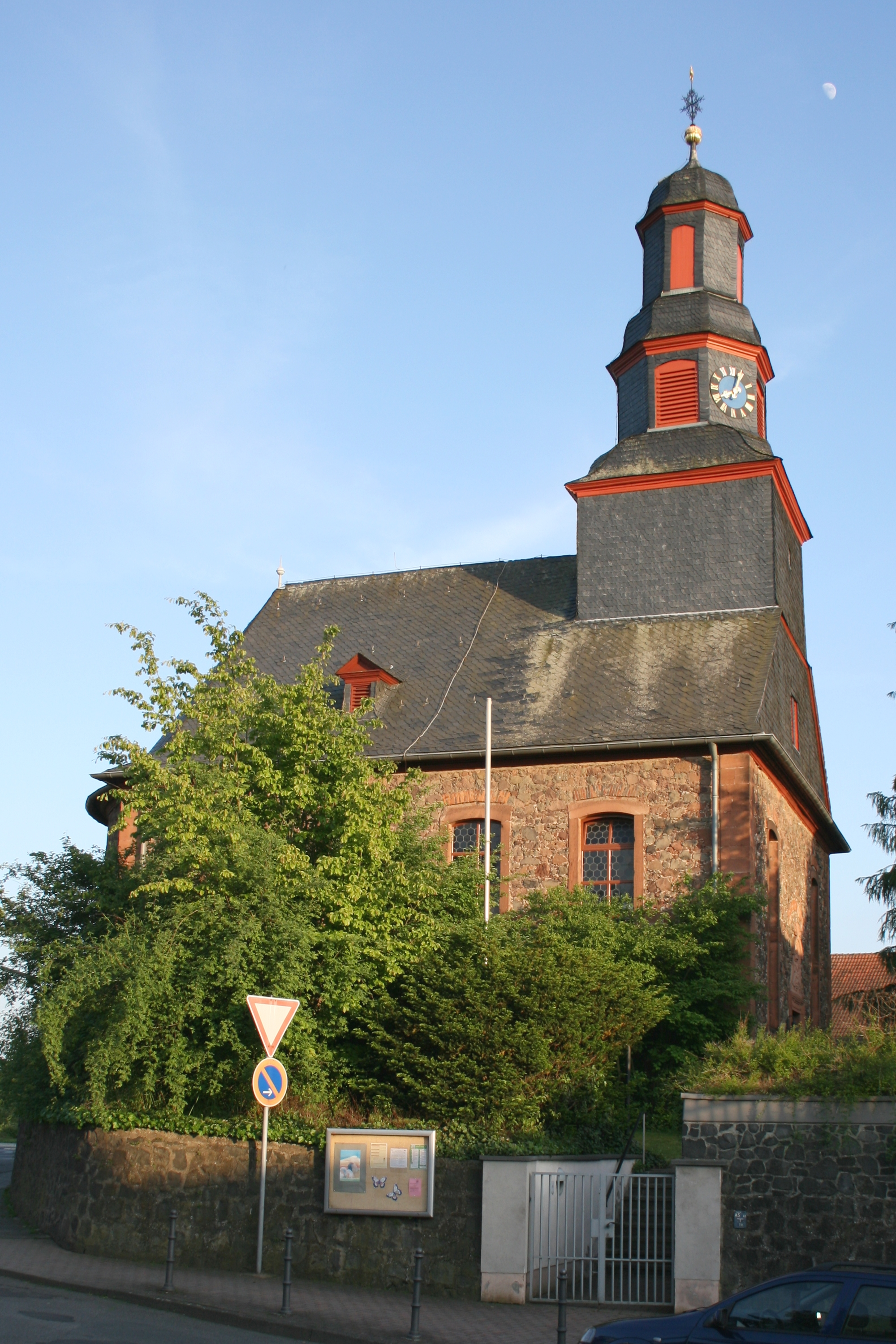
Evangelische Kirche (Ravolzhausen)

Die Evangelische Kirche Ravolzhausen ist ein denkmalgeschütztes Kirchengebäude, das in Ravolzhausen steht, einem Ortsteil der Gemeinde Neuberg im Main-Kinzig-Kreis in Hessen. Die Kirche gehört zur Kirchengemeinde Neuberg im Kirchenkreis Hanau im Sprengel Hanau-Hersfeld der Evangelischen Kirche von Kurhessen-Waldeck.

## Beschreibung
Die unverputzte, barocke Saalkirche wurde 1739 nach einem Entwurf von Christian Ludwig Hermann an der gleichen Stelle gebaut, an der sich vorher eine kleine Kapelle befand. Das Kirchenschiff hat im Osten eine eingezogene Apsis. Die Glasmalereien für die beiden Fenster in der Apsis schuf Jakob Schwarzkopf. Das eine Fenster zeigt die Taufe Jesu, das andere das Abendmahl Jesu. Aus dem Satteldach des Kirchenschiffs erhebt sich im Westen ein quadratischer Dachreiter, der die Turmuhr und den Glockenstuhl beherbergt. 
Die Kanzel im Chor stammt aus der Vorgängerkirche. Die heutige Orgel mit zehn Registern, einem Manual und einem Pedal wurde 2015 von Dieter Noeske gebaut. Der Prospekt der 1765 vom Orgelbauer Dreuth gebauten Orgel blieb erhalten.